# Principio de Fick
El principio de Fick establece que el flujo sanguíneo a un órgano se puede calcular utilizando una sustancia marcadora si se conoce la siguiente información: 
- Cantidad de sustancia marcadora absorbida por el órgano por unidad de tiempo
- Concentración de sustancia marcadora en la sangre arterial que irriga el órgano.
- Concentración de sustancia marcadora en la sangre venosa que sale del órgano.

Desarrollado por Adolf Eugen Fick (1829–1901), el principio de Fick se ha aplicado a la medición del gasto cardíaco. Sus principios subyacentes también pueden aplicarse en una variedad de situaciones clínicas. 
En el método original de Fick, el "órgano" era todo el cuerpo humano y la sustancia marcadora era oxígeno. La primera mención publicada fue en las actas de la conferencia del 9 de julio de 1870 de una conferencia que dio en esa conferencia; es esta publicación la que más utilizan los artículos para citar la contribución de Fick. 
El principio puede aplicarse de diferentes maneras. Por ejemplo, si se conoce el flujo sanguíneo a un órgano, junto con las concentraciones arteriales y venosas de la sustancia marcadora, entonces se puede calcular la absorción de la sustancia marcadora por parte del órgano. 

## Variables
En el método original de Fick, se miden las siguientes variables:
- VO2, consumo de oxígeno en ml de oxígeno gaseoso puro por minuto. Esto puede medirse utilizando un espirómetro dentro de un circuito de reinhalación cerrado que incorpora un absorbedor de CO2
- Ca, el contenido de oxígeno de la sangre extraída de la vena pulmonar (que representa la sangre oxigenada)[3]
- Cv, el contenido de oxígeno de la sangre de una cánula intravenosa (que representa sangre desoxigenada)

## Ecuación
De estos valores, sabemos que: 
{\displaystyle VO_{2}=(CO\times \ C_{a})-(CO\times \ C_{v})}
donde 
- CO = gasto cardíaco
- Ca = contenido de oxígeno de la sangre arterial
- Cv = contenido de oxígeno en sangre venosa mixta

Esto nos permite decir 
{\displaystyle CO={\frac {VO_{2}}{C_{a}-C_{v}}}}
y, por lo tanto, calcular el gasto cardíaco. 
Tenga en cuenta que (Ca - Cv) también se conoce como la diferencia de oxígeno arteriovenoso.

## Asumida determinación de Fick
En realidad, este método rara vez se usa debido a la dificultad de recolectar y analizar las concentraciones de gas. Sin embargo, mediante el uso de un valor supuesto para el consumo de oxígeno, el gasto cardíaco puede ser aproximado sin la engorrosa y lenta medición del consumo de oxígeno. Esto a veces se llama una determinación asumida de Fick. 
Un valor comúnmente utilizado para el consumo de O2 en reposo es 125 ml de O2 por minuto por metro cuadrado de superficie corporal. 

## Principios subyacentes
El principio de Fick se basa en la observación de que la absorción total (o liberación) de una sustancia por los tejidos periféricos es igual al producto del flujo sanguíneo a los tejidos periféricos y a la diferencia de concentración (gradiente) arterio-venosa de la sustancia. En la determinación del gasto cardíaco, la sustancia más comúnmente medida es el contenido de oxígeno de la sangre, lo que da la diferencia de oxígeno arteriovenoso, y el flujo calculado es el flujo a través del sistema pulmonar. Esto proporciona una manera simple de calcular el gasto cardíaco: 
{\displaystyle {\text{Cardiac Output}}={\frac {\text{oxygen consumption}}{\text{arteriovenous oxygen difference}}}}
Suponiendo que no hay derivación intracardíaca, el flujo sanguíneo pulmonar es igual al flujo sanguíneo sistémico. La medición del contenido de oxígeno arterial y venoso de la sangre implica el muestreo de sangre de la arteria pulmonar (bajo contenido de oxígeno) y de la vena pulmonar (alto contenido de oxígeno). En la práctica, el muestreo de sangre arterial periférica es un sustituto de la sangre venosa pulmonar. La determinación del consumo de oxígeno de los tejidos periféricos es más compleja. 
El cálculo de la concentración de oxígeno arterial y venoso de la sangre es un proceso sencillo. Casi todo el oxígeno en la sangre está unido a las moléculas de hemoglobina en los glóbulos rojos. Medir el contenido de hemoglobina en la sangre y el porcentaje de saturación de hemoglobina (la saturación de oxígeno de la sangre) es un proceso simple y está disponible para los médicos. Usando el hecho de que cada gramo de hemoglobina puede transportar 1.34 ml de O2, el contenido de oxígeno de la sangre (arterial o venosa) puede estimarse mediante la siguiente fórmula: 
{\displaystyle {\text{Oxygen Content of blood}}=\left[{\text{Hb}}\right]\left({\text{g/dl}}\right)\ \times \ 1.34\left({\text{ml}}\ O_{2}/{\text{g of Hb}}\right)\times \ O_{2}^{\text{saturation fraction}}+\ 0.0032\ \times \ P_{O_{2}}({\text{torr}})}
Suponiendo una concentración de hemoglobina de 15 g/dl y una saturación de oxígeno del 99%, la concentración de oxígeno en la sangre arterial es de aproximadamente 200   ml de O2 por L. 
La saturación de la sangre venosa mixta es aproximadamente del 75% en salud. Usando este valor en la ecuación anterior, la concentración de oxígeno de la sangre venosa mixta es aproximadamente 150 ml de O2 por L. 
Por lo tanto, utilizando la supuesta determinación de Fick, el gasto cardíaco aproximado para un hombre promedio (1.9 m²) es: 
Gasto cardíaco = (125 ml O2/minuto x 1.9) / (200 ml O2/L - 150 ml O2/L) = 4.75 L/minuto 
El gasto cardíaco también puede estimarse con el principio de Fick utilizando la producción de dióxido de carbono como sustancia marcadora.

## Uso en fisiología renal
El principio también se puede utilizar en fisiología renal para calcular el flujo sanguíneo renal.
En este contexto, no se mide el oxígeno, sino un marcador como el para-aminohipurato. Sin embargo, los principios son esencialmente los mismos. 